# ラス・シャイロ
ラス・シャイロ（Ras Shiloh、出生名：トマス・ウィリアムズ Thomas Williams、1974年6月3日 - ）は、2002年のアルバム『From Rasta To You』や、ラスタファリ運動によって神（ジャー）の化身、ないし、神から指名された王とされるエチオピア帝国皇帝ハイレ・セラシエ1世についてとりあげた2007年のアルバム『Only King Selassie』を制作した、アメリカ合衆国のレゲエ・ミュージシャンで。ニューヨーク市ブルックリン区、ないし、ニューヨーク州スタイブサント生まれ。彼のテノールの声は、亡くなったガーネット・シルクに準えられることがよくある。シャイロ自身もインタビューで「尊敬するアーティスト」としてシルクの名を真っ先に挙げ、続けてサム・クック、ジェイコブ・ミラー、デニス・ブラウン、シズラに言及している。
1980年代半ばからニューヨーク市ブルックリン区でレゲエ・ミュージシャンとしての活動をはじめ、1990年代半ばに活動の拠点をジャマイカへ移し、当地の音楽プロデューサーたちと作品を制作するようになった。2007年には、日本ツアーも行なっている。
ベティ・ライトは従姉にあたる。

## ディスコグラフィ
- Chants (1997), Melchezidek - Ras Shiloh & Idrens
- Babylon You Doom (1998), Shiloh B
- Listen Well (1999), Who Dun It
- From Rasta To You (2002), VP
- Coming Home (2007), VP
- Only King Selassie (2007), Greensleeves
- Humanity EP (2012), Flava McGregor Records